# Czerniejewo (stacja kolejowa)
Czerniejewo – stacja kolejowa w Szczytnikach Czerniejewskich, w województwie wielkopolskim, w Polsce.

## Ruch pasażerski
| Rok  | Wymiana pasażerska na dobę |
| ---- | -------------------------- |
| 2017 | –                          |
| 2022 | 20-49                      |

## Historia
Ważny punkt mijania pociągów. Znajdują się tu liczne, używane bocznice, semafory oraz czynna nastawnia. W 1916 roku do stacji doprowadzono wąskotorową linię Gnieźnieńskiej Kolei Powiatowej z Żołcza (2,5 km długości), która była przedłużeniem linii Grotkowo- Żółcz- Czeluścin. Linia funkcjonowała wyłącznie dla ruchu towarowego. W czasie II Wojny Światowej Niemcy rozbudowali linię, a w Czerniejewie urządzono punkt przeładunkowy z torów wąskotorowych na normalnotorowe i odwrotnie. Ponadto ze stacji w Czerniejewie odgałęziała się normalnotorowa bocznica do tartaku (5 km długości), która była obsługiwana trakcją konną. Gnieźnieńska Kolej Powiatowa w dniu 26 listopada 1946 roku zamknęła stację GKP Czerniejewo. Rozebrano również tory od stacji Czerniejewie (km 2,692) do kilometra 0,964 przy drodze Gniezno- Września, gdzie od tej pory była ładownia buraków cukrowych. Powodem likwidacji linii było znaczne zużycie torowiska, jak i rzadkie przewozy żwiru dla spółdzielni "Rolnik" w Czerniejewie. 
W latach 30. XX wieku przez stację przejeżdżały wagony akumulatorowe (oznaczenie PKP EBCy/ EDy). Wagony te pochodziły z kolei niemieckich (przekazane w ramach reparacji wojennych). Wagony te obsługiwały połączenia Poznań- Gniezno- Września- Poznań. 
25 listopada 1976 rozpoczęto eksploatację zelektryfikowanego odcinka Września- Gniezno. W grudniu 2012 roku Przewozy Regionalne zlikwidowały połączenie Jarocin-Września-Gniezno i Czerniejewo straciło jakiekolwiek połączenia pasażerskie, a stacja zamarła.